# Semiothisa hypoleuca
Semiothisa hypoleuca är en fjärilsart som beskrevs av Louis Beethoven Prout 1916. Semiothisa hypoleuca ingår i släktet Semiothisa och familjen mätare. Inga underarter finns listade i Catalogue of Life.